# Bizkaia:xede
bizkaia:xede, actualmente bizkaia:talent, es una asociación sin ánimo de lucro, impulsada por el Departamento de Empleo y Formación de la Diputación Foral de Vizcaya (País Vasco, España) que tiene como objetivo fundacional contribuir a crear las condiciones adecuadas para atraer, retener y vincular talento en dicho territorio. Iniciado el proyecto en 2003, se puso en funcionamiento en 2004.

## Antecedentes
La Cumbre de Lisboa de 2000 fijó el objetivo de convertir Europa en el ámbito geográfico más competitivo del mundo, una competitividad basada en el conocimiento y la innovación y una competitividad que debe materializarse en mayores cotas de cohesión social y solidaridad.
Con el objetivo de posicionar a la provincia de Vizcaya en el País Vasco entre las regiones más avanzadas que se unen a los objetivos definidos por la estrategia de Lisboa se materializa en el proyecto "Bizkaia:xede", que tiene como misión crear las condiciones necesarias para atraer, retener y vincular personas altamente cualificadas en el proceso de innovación y conocimiento avanzado.

## Marco de investigación y colaboradores
En este proyecto participan tanto instituciones públicas como entidades privadas. Los socios fundadores son, Bilbao Bizkaia Kutxa (BBK), Diputación Foral de Vizcaya, Euskaltel, Iberdrola, Idom, Industria de turbo Propulsores (ITP), Sener, Universidad de Deusto y Universidad del País Vasco. Posteriormente, también se han incorporado Gamesa, Beaz y CIC Biogune.
Dentro del marco de investigación de la comunidad autónoma del País Vasco, Bizkaia:xede está potenciando estudios de investigación con la colaboración de universidades, empresas y otras entidades con el fin de mejorar la calidad de los entornos en los que se desarrolla su actividad.
Colabora activamente con "Ikerbasque", su homólogo impulsado por el Gobierno Vasco.

## Servicios
Los principales servicios ofrecidos por Bizkaia:xede son el Programa de ayudas, destinado a impulsar y facilitar la contratación, promoción (formación/capacitación) y vinculación de personas con elevada cualificación en Bizkaia; el Servicio de acogida, que ofrece asesoramiento o información sobre aspectos administrativos y sobre la integración de las personas acogidas en el entorno de Bizkaia y por último el Servicio de información mediante el cual Bizkaia:xede actúa como punto de encuentro entre empresas y profesionales cualificados gracias a su base de datos de curriculum vitae y al registro de perfiles demandados por las empresas, constantemente actualizados.

## Actuaciones
Bizkaia:xede a través del "Programa de Acogida – Harrera:xede" a lo largo de 2007 ha dado servicio a 26 personas de diferentes nacionalidades y sus familias: 2 argentinos, 5 guipuzcoanos, 1 francés, 3 mexicanos, 1 polaco, 2 Indios, 1 ruso, 2 chilenos, 2 italianos, 1 gallego, 1 gaditano, 2 estadounidenses, 2 japoneses, 1 puertorriqueño, todos ellos se han incorporado a empresas y centros de Investigración de Vizcaya. (Acicae, Labein-Tecnalia, Naider, Proteomika, Progenika, Azterlan, AZTI-Tecnalia, Iberinco, CIC bioGUNE, Genetadi, Empresa Software Quality Systems, S. A., Centro Tecnológico Robotiker.)
La Diputación Foral de Vizcaya ha invertido más de 1.698.000 euros en las tres convocatorias del Programa de ayudas celebradas hasta la fecha (2008) siendo 33 las personas beneficiarias.

## La Fuente Europea de Neutrones
Trabajó para intentar atraer a Vizcaya la "Fuente Europea de Neutrones por Espalación", recogiendo una iniciativa de profesores de la UPV-EHU del año 2001, lo que supondría un avance tecnológico de gran importancia. Finalmente se escogió a  Lund (Suecia). No obstante, se ha establecido la figura de una subsede de becarios en Bilbao que permitirá la elaboración de proyectos de forma cooperativa.